# Setodes
Setodes is een geslacht van schietmotten uit de familie Leptoceridae. De wetenschappelijke naam is voor het eerst geldig gepubliceerd in 1842 door Jules Pierre Rambur. De typesoort is Setodes punctella Rambur 1842 (junior synoniem van Setodes viridis (Fourcroy, 1785)).
Het is een geslacht van kleine, delicate insecten met een vleugelspanwijdte van 10 tot 15 mm.  De voelsprieten zijn ongeveer twee- tot driemaal zo lang als de vleugels. Kop en thorax van de Noord-Amerikaanse soorten zijn gekenmerkt door zilverwitte langsstrepen of rijen van zilverwitte stipjes, die doorlopen op de dunne vleugels als die in gesloten positie zijn.
Het geslacht telt een groot aantal soorten. Ze komen bijna over de hele wereld voor, vooral in het Oriëntaals gebied, en niet in Zuid-Amerika. De eerste Australische soort, Setodes bracteatus, is in 1982 beschreven door Arturs Neboiss.

## Soorten
- S. abbreviatus SH Scudder, 1890
- S. abhichobhita F Schmid, 1987
- S. abhirakta F Schmid, 1987
- S. abhiramika F Schmid, 1987
- S. abhirupa F Schmid, 1987
- S. abhrayita F Schmid, 1987
- S. acchidra F Schmid, 1987
- S. acutus L Navas, 1936
- S. achilleus H Malicky & P Chantaramongkol, 2006
- S. adusita F Schmid, 1987
- S. aethiopicus DE Kimmins, 1963
- S. affinis S Jacquemart, 1961
- S. agarhita F Schmid, 1987
- S. akalanka F Schmid, 1987
- S. akchepana F Schmid, 1987
- S. akilbicha F Schmid, 1987
- S. akrura AE Gordon & F Schmid, 1987
- S. aktor H Malicky & P Chantaramongkol, 2006
- S. akunchita F Schmid, 1987
- S. akutila F Schmid, 1987
- S. akutsita F Schmid, 1987
- S. alalus Mosely, 1948
- S. alampata F Schmid, 1987
- S. alexandros H Malicky & P Chantaramongkol, 2006
- S. alukcha F Schmid, 1987
- S. amurensis AV Martynov, 1935
- S. anatolicus F Schmid, 1964
- S. ancala L Yang & JC Morse, 1989
- S. anomalus OS Flint & JL Sykora, 2004
- S. antardhana F Schmid, 1987
- S. aparimeya F Schmid, 1987
- S. apinchanga F Schmid, 1987
- S. apitayati F Schmid, 1987
- S. arenatus RW Holzenthal, 1982
- S. argentatus S Matsumura, 1907
- S. argentiferus R McLachlan, 1871
- S. argentiguttatus AE Gordon & F Schmid, 1987
- S. argentipunctellus R McLachlan, 1877
- S. argentivarius DE Kimmins, 1963
- S. argentoaureus Ulmer, 1915
- S. asadharana F Schmid, 1987
- S. asammuaddha F Schmid, 1987
- S. atiguna F Schmid, 1987
- S. atiloma F Schmid, 1987
- S. atipunya F Schmid, 1987
- S. atisubhaga F Schmid, 1987
- S. atitejas F Schmid, 1987
- S. atymanjula F Schmid, 1987
- S. atyutkata F Schmid, 1987
- S. aureoinclusa W Wichard, 1995
- S. aureomicans F Schmid, 1987
- S. aureonitens F Schmid, 1987
- S. baccatus DE Kimmins, 1957
- S. barnardi KMF Scott, 1961
- S. bhimachringa F Schmid, 1987
- S. bispinus L Yang & JC Morse, 1989
- S. bracteatus A Neboiss, 1982
- S. brevicaudatus L Yang & JC Morse, 1989
- S. bulgaricus K Kumanski et H Malicky, 1976
- S. carinatus L Yang & JC Morse, 1989
- S. crossotus AV Martynov, 1935
- S. curvisetus M Kobayashi, 1959
- S. chandrakita F Schmid, 1987
- S. chandravarna F Schmid, 1987
- S. cheni L Yang & JC Morse, 2000
- S. chipolanus AK Rasmussen & SC Harris, 2008
- S. chlorinus L Yang & JC Morse, 1997
- S. chrysoplitis W Mey, 1998
- S. chubhamyu F Schmid, 1987
- S. dantavarna F Schmid, 1987
- S. dehensurae F Cakin & H Malicky, 1983
- S. dhanavriddha F Schmid, 1987
- S. dhanika F Schmid, 1987
- S. dissobolus W Mey, 1998
- S. distinctus L Yang & JC Morse, 1989
- S. diversus L Yang & JC Morse, 1989
- S. divyarupa F Schmid, 1987
- S. dixiensis RW Holzenthal, 1982
- S. drangianicus F Schmid, 1959
- S. dundoensis G Marlier, 1965
- S. egregius W Mey, 1998
- S. ekachringa F Schmid, 1987
- S. ekapita F Schmid, 1987
- S. endymion H Malicky & P Chantaramongkol, 2000
- S. epicampes SW Edwards, 1956
- S. er H Malicky & P Chantaramongkol, 2006
- S. excisus DE Kimmins, 1956
- S. exposita DE Kimmins, 1963
- S. fabienneae FM Gibon & D Randriamasimanana, 2001
- S. falcatus Ulmer, 1930
- S. flagellatus DG Gibbs, 1973
- S. flavipennis Banks, 1937
- S. flexus W Mey, 2006
- S. fluvialis DE Kimmins, 1963
- S. fluviovivens W Mey, 1989
- S. forcipatus DE Kimmins, 1963
- S. fragilis J Olah, 1985
- S. furcatulus AV Martynov, 1935
- S. furcatus L Navas, 1932
- S. gangaja AE Gordon & F Schmid, 1987
- S. gaurichachringa F Schmid, 1987
- S. geminispinus L Yang & JC Morse, 2000
- S. gherni F Schmid, 1987
- S. gona Mosely, 1939
- S. guptapara H Malicky, 1979
- S. gutika F Schmid, 1987
- S. gutivriddha F Schmid, 1987
- S. guttatus (Banks, 1900)
- S. gyrosus L Yang & JC Morse, 2000
- S. hadoram H Malicky, 2009
- S. hainanensis L Yang & JC Morse, 1989
- S. hamadryas H Malicky & P Chantaramongkol, 2006
- S. harar H Malicky, 2009
- S. hekatocheiros H Malicky & P Chantaramongkol, 2006
- S. herakleidos H Malicky & P Chantaramongkol, 2006
- S. hermaphroditos H Malicky & P Chantaramongkol, 2006
- S. hermes H Malicky & P Chantaramongkol, 2006
- S. heryae D Randriamasimanana & FM Gibon, 2001
- S. himaruna F Schmid, 1987
- S. holocercus L Navas, 1923
- S. horatius H Malicky & P Chantaramongkol, 2006
- S. hungaricus Ulmer, 1908
- S. hylas H Malicky & P Chantaramongkol, 2006
- S. ifugella W Mey, 1995
- S. incertus (Walker, 1852)
- S. iolaos H Malicky & P Chantaramongkol, 2006
- S. iris HA Hagen, 1858
- S. ischys H Malicky & P Chantaramongkol, 2006
- S. isis H Malicky & J Nawvong, 2006
- S. iulus H Malicky & P Chantaramongkol, 2006
- S. iuppiter H Malicky & P Chantaramongkol, 2006
- S. jatisampanna F Schmid, 1987
- S. kabeiros H Malicky & P Chantaramongkol, 2006
- S. kadrava F Schmid, 1987
- S. kalyana F Schmid, 1987
- S. kantyamrita F Schmid, 1987
- S. kapchajalaja F Schmid, 1987
- S. karnyi Ulmer, 1930
- S. kassiopeia H Malicky & P Chantaramongkol, 2006
- S. kerkopos H Malicky & P Chantaramongkol, 2006
- S. khechara F Schmid, 1987
- S. kimminsi S Jacquemart, 1961
- S. klakahanus Ulmer, 1951
- S. kleio H Malicky & P Chantaramongkol, 2006
- S. kteatos H Malicky & P Chantaramongkol, 2006
- S. kuehbandneri H Malicky, 1987
- S. kugleri L Botosaneanu & A Gasith, 1971
- S. kumara F Schmid, 1987
- S. kuretos H Malicky & P Chantaramongkol, 2006
- S. kybele H Malicky & P Chantaramongkol, 2006
- S. kypris H Malicky & P Chantaramongkol, 2006
- S. kythereia H Malicky & P Chantaramongkol, 2006
- S. laertes H Malicky & P Chantaramongkol, 2006
- S. lailaps H Malicky & P Chantaramongkol, 2006
- S. laios H Malicky & JP O'Connor, 2006
- S. lamellatus L Yang & JC Morse, 2000
- S. larentia H Malicky & P Chantaramongkol, 2006
- S. larva H Malicky & P Chantaramongkol, 2006
- S. latinos H Malicky & A Nuntakwang, 2006
- S. lausus H Malicky & P Chantaramongkol, 2006
- S. leandros H Malicky & P Chantaramongkol, 2006
- S. leto H Malicky & P Chantaramongkol, 2006
- S. leucocephalus W Mey, 2006
- S. leukothea H Malicky & P Chantaramongkol, 2006

- S. libera H Malicky & P Chantaramongkol, 2006
- S. likymnios H Malicky & A Nuntakwang, 2006
- S. lineatus Banks, 1913
- S. longicaudatus L Yang & JC Morse, 1989
- S. lupercus H Malicky & P Chantaramongkol, 2006
- S. lykaon H Malicky, 2004
- S. madagasca D Randriamasimanana & FM Gibon, 2001
- S. madhuvarna F Schmid, 1987
- S. mahabichu F Schmid, 1987
- S. manimekhala F Schmid, 1987
- S. manivriddha F Schmid, 1987
- S. mauktikavriddha F Schmid, 1987
- S. medusa H Malicky & S Sompong, 2006
- S. mefitis H Malicky & P Thamsenanupap, 2006
- S. megaira H Malicky & S Cheunbarn, 2006
- S. meghavarna F Schmid, 1987
- S. melampus H Malicky & P Chantaramongkol, 2006
- S. melanippos H Malicky & P Thamsenanupap, 2006
- S. melpomene H Malicky & P Chantaramongkol, 2006
- S. memnon H Malicky & P Chantaramongkol, 2006
- S. menelaos H Malicky & P Chantaramongkol, 2006
- S. menestratos H Malicky & P Thamsenanupap, 2006
- S. menoikeus H Malicky & S Cheunbarn, 2006
- S. mercurius H Malicky & P Bunlue, 2006
- S. meriones H Malicky & P Chantaramongkol, 2006
- S. metis H Malicky & D Thapanya, 2006
- S. miloi FM Gibon, 1986
- S. minotauros H Malicky & P Chantaramongkol, 2006
- S. minutus M Tsuda, 1942
- S. mixoparthenos H Malicky & P Chantaramongkol, 2006
- S. molossos H Malicky & P Chantaramongkol, 2006
- S. monicae F Schmid, 1987
- S. mopsos H Malicky & P Chantaramongkol, 2006
- S. muglaensis F Sipahiler, 1989
- S. musagetes H Malicky & P Chantaramongkol, 2006
- S. myrtilos H Malicky & P Chantaramongkol, 2006
- S. nagarjouna F Schmid, 1961
- S. nauplios H Malicky & P Chantaramongkol, 2006
- S. nausikaa H Malicky & P Chantaramongkol, 2006
- S. nausithoos H Malicky & P Chantaramongkol, 2006
- S. navanita F Schmid, 1987
- S. neleus H Malicky & P Chantaramongkol, 2006
- S. nemesis H Malicky & P Chantaramongkol, 2006
- S. neoptolemos H Malicky & P Chantaramongkol, 2006
- S. nephele H Malicky & P Chantaramongkol, 2006
- S. neptunus H Malicky & N Sangpradub, 2006
- S. nereusos H Malicky & P Chantaramongkol, 2006
- S. nigroochraceus Mosely, 1951
- S. niobe H Malicky & P Chantaramongkol, 2006
- S. nirmala F Schmid, 1987
- S. nisos H Malicky & P Chantaramongkol, 2006
- S. niveogrammicus F Schmid, 1987
- S. niveolineatus DE Kimmins, 1962
- S. njala DE Kimmins, 1962
- S. numa H Malicky & T Prommi, 2006
- S. nyktimene H Malicky & P Chantaramongkol, 2006
- S. nyuna F Schmid, 1987
- S. obscurus F Schmid & IM Levanidova, 1986
- S. oineus H Malicky & P Chantaramongkol, 2006
- S. oinomaos H Malicky & P Chantaramongkol, 2006
- S. okeanos H Malicky & P Thamsenanupap, 2006
- S. okypete H Malicky & P Chantaramongkol, 2006
- S. okyrrhoe H Malicky & P Chantaramongkol, 2006
- S. oligius (HH Ross, 1938)
- S. omphale H Malicky & N Changthong, 2006
- S. opheltes H Malicky & P Chantaramongkol, 2006
- S. opora H Malicky & P Chantaramongkol, 2006
- S. orcus H Malicky & N Sangpradub, 2006
- S. orestes H Malicky & Cheunbarn, 2006
- S. orientalis D Randriamasimanana & FM Gibon, 2001
- S. orthocladus L Yang & JC Morse, 2000
- S. oxapius (HH Ross, 1938)
- S. paghbahani W Mey, 1995
- S. pallidus DE Kimmins, 1963
- S. pandara F Schmid, 1987
- S. papuanus DE Kimmins, 1962
- S. paribhuchita F Schmid, 1987
- S. parichkrita F Schmid, 1987
- S. parilaghu F Schmid, 1987
- S. parisamchuddha F Schmid, 1987
- S. pellucidulus F Schmid, 1987
- S. peniculus L Yang & JC Morse, 2000
- S. periklymenos H Malicky & P Chantaramongkol, 2006
- S. picescens Ulmer, 1912
- S. platecladus L Yang & JC Morse, 2000
- S. portionalis SH Scudder, 1890
- S. prabhatajalaja F Schmid, 1987
- S. pratachandradynti F Schmid, 1987
- S. priyadarcha F Schmid, 1987
- S. puchkaraja F Schmid, 1987
- S. pulcher AV Martynov, 1910
- S. punctatus (Fabricius, 1793)
- S. puruchringa F Schmid, 1987
- S. quadratus L Yang & JC Morse, 1989
- S. reclinatus L Yang & JC Morse, 2000
- S. resinacapta W Wichard, 1995
- S. retinaculus G Marlier, 1965
- S. reynae D Randriamasimanana & FM Gibon, 2001
- S. rinteleni W Mey, 2006
- S. sachrika F Schmid, 1987
- S. sagaritis H Malicky & P Chantaramongkol, 2006
- S. samphulla F Schmid, 1987
- S. samprabhinna F Schmid, 1987
- S. sarapis H Malicky & P Chantaramongkol, 2006
- S. sarvapunya F Schmid, 1987
- S. satichaya F Schmid, 1987
- S. savibhrama F Schmid, 1987
- S. scleroideus L Yang & JC Morse, 2000
- S. schmidi L Yang & JC Morse, 1989
- S. shirasensis M Kobayashi, 1984
- S. sinuatus L Yang & JC Morse, 2000
- S. spineus L Yang & JC Morse, 2000
- S. spinosellus Ulmer, 1930
- S. squamosus Mosely, 1931
- S. stehri (HH Ross, 1941)
- S. sternalis AV Martynov, 1936
- S. subhachita F Schmid, 1987
- S. sucharu F Schmid, 1987
- S. sugdeni H Malicky, 1986
- S. supattra F Schmid, 1987
- S. sychaeus H Malicky, 2007
- S. sypharus L Yang & JC Morse, 2000
- S. tarpaka AE Gordon & F Schmid, 1987
- S. tcharurupa F Schmid, 1987
- S. tchaturdanta F Schmid, 1987
- S. tectorius L Yang & JC Morse, 2000
- S. tejasvin F Schmid, 1987
- S. tenuifalcatus AV Martynov, 1936
- S. terminalis Banks, 1920
- S. thoneti H Malicky & P Chantaramongkol, 2006
- S. tilakita F Schmid, 1987
- S. transvaalensis (S Jacquemart, 1963)
- S. tridanta F Schmid, 1987
- S. trifidus DE Kimmins, 1957
- S. trikantayudha F Schmid, 1987
- S. trilobatus L Yang & JC Morse, 1989
- S. uchita F Schmid, 1987
- S. uddharcha F Schmid, 1987
- S. udghona F Schmid, 1987
- S. ujiensis (I Akagi, 1960)
- S. uncinatus Ulmer, 1913
- S. uranius L Navas, 1916
- S. uttamavarna F Schmid, 1987
- S. varians L Yang & JC Morse, 2000
- S. vartianorum H Malicky, 1986
- S. venustus Ulmer, 1951
- S. vichitrita F Schmid, 1987
- S. viridellus L Navas, 1932
- S. viridis (A.F. Fourcroy, 1785)
- S. vitanka F Schmid, 1987
- S. vratachakora F Schmid, 1987
- S. wortagl H Malicky & P Chantaramongkol, 2006
- S. yatharupa F Schmid, 1987
- S. yunnanensis L Yang & JC Morse, 1989
- S. zerroukii M Dakki, 1981